# Mutzeiger
De Mutzeiger is een 2277 m.ü.A. hoge berg in de Ötztaler Alpen in de Oostenrijkse deelstaat Tirol.
De berg is een van de noordelijke toppen van de Geigenkam, een subgroep van de Ötztaler Alpen. De Mutzeiger ligt, vanuit Roppen gezien, in het verlengde van de Mutkopf, een bergtop die hemelsbreed ongeveer zevenhonderd meter noordelijker ligt. Een beklimming van de Mutzeiger loopt dan ook via de Maisalpe (1634 m.ü.A.) via de Mutkopf naar de top van de Mutzeiger. Vanaf de Mutzeiger loopt een route verder naar het zuiden, over de Hahnenkamm (2427 m.ü.A.) naar het bivak Forchheimer Biwakschachtel (2443 m.ü.A.), vanwaar de Forchheimer Weg verder de Geigenkam in leidt. Ten oosten van de Mutzeiger ligt de 1888 m.ü.A. hoge Tuxneralpe, die berg scheidt van de 2536 m.ü.A. hoge Bloße.,